# デリア (小惑星)
デリア (395 Delia) は、小惑星帯に位置する大きな小惑星である。小規模な小惑星族のひとつに含まれている可能性があるが、どの小惑星族かははっきりしない。
オーギュスト・シャルロワがニースで発見し、ギリシア神話に登場する女神アルテミスの別名にちなんで命名された。